# Ecoliner
Das Binnentankschiff Ecoliner ist das erste Schiff des neuentwickelten Typs Damen Ecoliner 1145 der Damen-Group in Hardinxveld und Millingen am Rhein (Bodewes Shipyards). Es ist für den Transport von giftigen und besonders gefährlichen Chemikalien und Ölprodukten geeignet (Typ-C-Schiff) und wird mit Flüssigerdgas (LNG) betrieben. Der neuartige luftgeschmierte (ACES-Air Chamber Energy Saving) Schiffsrumpf wurde von der Santierul Naval SA in Orsova gebaut, und nach dem Transport von der Donau in die Niederlande unter der Aufsicht der Damen Shipyards Group in der Asto-Werft in Raamsdonkveer ausgebaut.

## Konstruktion und Technik
Das Schiff ist eine Doppelhüllenkonstruktion mit zehn Ladetanks und einer neuartigen Bug- und Heckform. Es wird über zwei Axco 500-XALS-340-T1100-Elektromotoren angetrieben, die auf zwei Propeller mit Damen Optima Düsen mit 1516 mm Durchmesser wirken. Vor den Propellern sitzen am Rumpf hydraulisch ausfahrbare Klappen, die bei niedrigem Wasserstand die Anströmung verbessern (Flextunnel). Den Strom für die Motoren erzeugen vier Scania-Gasmotoraggregate (Gensets) mit je 285 kW Leistung. Im Bug ist ein Veth-Bugstrahlruder VSG-1200L mit 350 kW Leistung eingebaut. Durch die Kombination von Antriebsart, Luftschmierung, Flextunnel und geänderter Rumpfform sind Brennstoffersparnisse bis zu 25 Prozent möglich. Die vier Gasmotoren, die in zwei getrennten Maschinenräumen aufgestellt sind, werden elektronisch je nach Belastung zu- oder abgeschaltet. Hinter der zum Teil im Rumpf eingelassenen Wohnung (Roof) stehen zwei Kryogen-Gastanks mit 43,5 m³ Inhalt. Als Kraftstoff wird auf dem Schiff nur LNG verwendet. Die Maschinenräume sind mit chemischen Löschanlagen ausgerüstet. Als Löschmittel dient eine organische Fluorverbindung (Handelsname Novec 1230 von 3M).

## Wohnungen
Die beiden Wohnungen, vorn und achtern, haben jeweils drei Schlafzimmer, Küche, Bad mit Toilette und einen Aufenthaltsraum. Das Steuerhaus ist voll versenkbar. Die Wohnungen und das Steuerhaus stehen unter Überdruck, um das Eindringen von Gasen zu verhindern, und sind klimatisiert.

## Tanks
Außer den beiden Gastanks und den acht Ladetanks mit je 373 m³ Inhalt gibt es einen Frischwassertank mit 14 m³, je einen Schmieröl- und einen Altöltank zu 2 m³ und drei Ballasttanks mit 100 m³ achtern, 1390 m³ mittschiffs und 120 m³ vorne sowie zwei Sloptanks (für ölverschmutztes Wasser) mit 28 m³ Inhalt. Zur Be- und Entladung sind zwei Lade-Lösch-Pumpen mit einer Fördermenge von je 500 m³/h installiert.

## Nautische Einrichtungen
- Flussradar
- 2 VHF-Sprechfunkgeräte
- Autopilot
- Bordsprechanlage
- Echolot
- Log
- Elektronische Wasserstraßenkarte
- AIS-Transponder
- Elektronische Tankmessanlage